# 米比相互防衛条約
米比相互防衛条約（べいひそうごぼうえいじょうやく、英語: Mutual Defense Treaty between the Republic of the Philippines and the United States of America）は、1951年8月にアメリカ合衆国とフィリピンの間で締結された、相互防衛の為の軍事同盟の安全保障条約。有効期間は無期限となっている。

## 設立
1945年2月に冷戦が始まってヨーロッパでソビエト連邦の影響力が増し、米ソ両国の対立構造が深まる中で1949年10月に中華人民共和国が成立した事に伴い、アジア諸国が立て続けに共産化するのではといったドミノ理論が湧き起こった。
1950年6月に朝鮮戦争の勃発によって冷戦構造がいよいよ激化し、アメリカはアジアにおいても共産主義の封じ込めを図る必要に迫られた。1946年7月にフィリピンが独立した後、1947年3月に軍事基地協定と軍事援助協定を締結してアメリカ軍が駐留していたが、正式に相互防衛条約を締結する事で、西部太平洋における安全保障の一角を担わせる事とした。一方で1954年9月から1977年6月にかけては、反共主義の集団防衛機構として東南アジア条約機構があった。

## 冷戦から対テロ戦争・対中警戒へ
1989年12月の冷戦終結から1991年12月のソビエト連邦の崩壊によって見直しが図られ、緊張緩和によるアメリカ軍兵力の削減・1991年6月のピナトゥボ山大噴火による基地の被災で基地協定は期限延長がなされず、両政府間で在フィリピンアメリカ軍の撤退が決定した。まずはクラーク空軍基地から始まって1992年11月にスービック海軍基地からも撤収し、フィリピンにおけるアメリカの軍事的な影響は著しく減少した。またアメリカのビル・クリントン大統領が軍事費削減を政策とした為、1995年以降共同軍事演習が取り止めとなった（後に再開・後述）。
このアメリカ軍撤収の直後から南シナ海で、中国と東南アジア各国が領有を主張する南沙諸島（スプラトリー諸島）において中国人民解放軍の活動が活発化し、フィリピンが領有権を主張する環礁を占領して建造物を構築した。またアメリカ軍・アメリカ政権内でも中国脅威論が提唱され始め、1998年2月に「訪問米軍に関する地位協定」が締結され、1999年5月に共同軍事演習を再開した。
2001年9月にアメリカ同時多発テロ事件が発生すると、同年1月に就任したフィリピンのグロリア・アロヨ大統領はクラーク・スービック両基地の再使用を承認し、アメリカの対テロ戦争に協力した。また2000年半ばからマニラなどで頻発していた爆弾テロをイスラム原理主義過激派「アブ・サヤフ」による犯行と見ていたアロヨは軍による掃討作戦を実施していたが、アメリカ軍もこれに参加して陸軍特殊部隊などがミンダナオ島などで軍事活動を行っている。
2016年3月に両国は中国の人工島建設などに対抗して、アメリカ軍がフィリピン国内の5箇所の基地を利用する協定を締結した。パラワン島のアントニオ・バウティスタ空軍基地、ルソン島のバサ基地、フォート・マグサイサイ基地などが対象である。

2017年5月にフィリピン軍はミンダナオ島のマラウィ市にてアブ・サヤフと交戦状態になった。フィリピン政府はアメリカに対して支援を要請し、同年6月にアメリカの特殊部隊がフィリピン軍を支援した。